# Seioptera costalis
Seioptera costalis är en tvåvingeart som först beskrevs av Walker 1849.  Seioptera costalis ingår i släktet Seioptera och familjen fläckflugor.
Artens utbredningsområde är Ontario. Inga underarter finns listade i Catalogue of Life.